# الدوري المكسيكي الممتاز 2009
الدوري المكسيكي الممتاز 2009 (بالإسبانية: Torneo Clausura 2009)‏ هو موسم من الدوري المكسيكي الممتاز. كان عدد الأندية المشاركة فيه 18، وفاز فيه نادي أونيفرسيداد ناسيونال.